# دریاچه جورج (جان فردریک کنست)
دریاچه جورج (به انگلیسی: Lake George) یک نقاشی کشیده‌شده در اواسط سده نوزدهم میلادی اثر جان فردریک کنست است. سبک این اثر نقاشی رنگ روغن روی کرباس است و دریاچه جورج در شمال ایالت نیویورک را به‌تصویر می‌کشد. این نقاشی در موزه متروپولیتن نیویورک نگهداری می‌شود.

## توضیحات
کنست مرتب از این دریاچه بازدید می‌کرد و نقاشی‌های زیادی از آن کشید اما دریاچه جورج کامل‌ترین اثر او از این دریاچه است.